# Mabiland
Mabely Largacha (Quibdó, Chocó, Colombia, 6 de diciembre de 1995), más conocida como Mabiland, es una cantante, compositora, productora  afrocolombiana de música R&B, neosoul, rap, dancehall, afrobeat, trap, funk y dembow.

## Trayectoria
La artista desde corta edad estuvo rodeada de poesía, literatura y arte; sin embargo, en su ciudad de origen no había acceso a dichas actividades.
Lo que yo llamo racismo estructural, porque los territorios que sufren de eso son los de mayorías afro e indígenas. Entonces, si bien esos lugares te invitan a crear, no hay cómo desarrollar esas creaciones.
En 2016 se mudó a Medellín para estudiar comunicación audiovisual y fue en la universidad cuando presentó su primera composición, tras participar en un proyecto que consistía en escribir una canción para sumar puntos a una materia.
Además,  la afrocolombiana es activista LGBTQ+ y ha sido declarada como uno de los proyectos musicales de hip hop en español más prometedores de la actualidad, después de sus actuaciones en festivales como Vive Latino, Estéreo Picnic, Glastonbury y Bahidora.
Ha colaborado con artistas como Apache, Elsa y el Mar, Los Petit Fellas, Juanes,Julieta Venegas, Tonga Conga y Crudo Means Raw y abierto escenario a Coldplay en su presentación en Colombia.

## Álbumes
- TORQUE VOL 1 (2022)[2][18]
- Niñxs Rotxs (2021) [19][20]
- 1995 (2018)[21]
- Ciclos (2016)[14]